# Житенёв, Александр Анатольевич
Александр Анатольевич Житенёв (род. 14 декабря 1978, Воронеж) — российский литературовед и критик, доктор филологических наук, профессор филологического факультета Воронежского государственного университета.

## Биография
Окончил филологический факультет Воронежского государственного университета (2001), в 2004 году защитил кандидатскую диссертацию «Онтологическая поэтика и художественная рефлексия в лирике И. Бродского», в 2012 — докторскую диссертацию «Порождающие модели и художественная практика в поэзии неомодернизма 1960-х — 2000-х гг.». Заместитель декана филологического факультета ВГУ по научной работе (2007—2022).
Монография «Поэзия неомодернизма» (2012) вошла в короткий список Премии Андрея Белого.

## Научная деятельность

### Научные интересы
Автор работ о современной российской поэзии, прозе, литературной критике, публиковавшихся, помимо академической печати, в журналах «Октябрь», «Вопросы литературы», «Новое литературное обозрение», «Новый мир», «Русская проза» и др.

### Публикации
- Житенёв А. А. Геннадий Айги: поэтика черновика. — СПб.: Jaromir Hladik press, 2023. — 272 с. — ISBN 978-5-6050670-6-1.[3]
- Житенёв А. А. Современная российская поэтология и проблема экфрасиса. — Berlin u.a.: Peter Lang, 2022. — 456 c. — ISBN 978-3-631-89032-5 (Print); E-ISBN 978-3-631-89059-2 (E-Book); E-ISBN 978-3-631-89060-8 (EPUB).
- Житенёв А. А. Краткая история «нового» в российском дискурсе об искусстве. — М: Музей современного искусства «ГАРАЖ», 2022. — 144 с. — ISBN 978-5-6045383-6-4.
- Житенёв А. А. Палата риторов: избранные работы о поэзии, исповедальном дискурсе и истории эмоций. — Воронеж: НАУКА‐ЮНИПРЕСС, 2017. — 176 с. ISBN 978‐5‐4292‐0144‐3.
- Житенёв А. А. Emblemata amatoria: Статьи и этюды. — Воронеж: НАУКА‐ЮНИПРЕСС, 2015. — 245 с. ISBN 978‐5‐4292‐0091‐0.
- Житенёв А. А. Поэзия неомодернизма: монография. — СПб.: ИНАПРЕСС, 2012. — 480 с. — ISBN 978-5-87135-234-2.
- Житенёв А. А. Альтернативные модели времени в самосознании «неофициальной» культуры // Новое литературное обозрение. 2015. — № 135. — С. 279—288.
- Житенёв А. А. Стихотворение «Степень: остоики» Г. Айги: от черновиков к окончательному тексту // Новый филологический вестник. — 2017. — № 4 (43). — С. 166—179.
- Житенёв А. А. Одностроки-«страницы» в рукописях Г. Айги // Новое литературное обозрение. — 2022. — № 1. — С. 247—262.

## Признание и награды
- Подборка рецензий на книгу А. А. Житенёва «Поэзия неомодернизма» в журнале «Новое литературное обозрение» № 122 (№ 4, 2013)
- Три рецензии на книгу «Поэзия неомодернизма» в 12 номере литературного журнала «Новый мир» за 2013 год 11.01.2014.
- Член комитета Премии Андрея Белого (2014—2015)